# مكانية صليحاوية (دار خوين)
مكانية صليحاوية (بالفارسية: مکنیه صلاحاویه) هي منطقة سكنية تقع في إيران في محافظة خوزستان. يقدر عدد سكانها بـ 909 نسمة بحسب إحصاء 2016.